# Sonic Free Riders
Sonic Free Riders (ソニック フリーライダーズ, Sonikku Furī Raidāzu) est un jeu vidéo sortit exclusivement sur Xbox 360 en novembre 2010 et qui se joue principalement avec le Kinect de Microsoft.
L'histoire du jeu se concentre sur un Grand Prix organisé par Dr. Eggman, où notamment Sonic et les Babylon Rogues participent, dans le but récolter des données pour ses robots E-10000G.
Le jeu a reçu un accueil principalement négatif auprès de la critique.

## Univers

### Personnages
Le jeu dispose d'un total de dix-sept personnages, qui sont divisés pour la plupart d'entre eux par équipes.
Les personnages sont également répartis, à la manière de l'épisode précédent, en trois catégories conférant un avantage différent sur le circuit :
- Le type « Speed » peut emprunter certains rails pour glisser et gagner de la vitesse.
- Le type « Fly » peut voler à travers les anneaux d'accélération.
- Le type « Power » peut se frayer un chemin en détruisant les obstacles sur le circuit.

| Affiliation  | Type Speed          | Type Fly               | Type Power           |
| ------------ | ------------------- | ---------------------- | -------------------- |
| Team Sonic   | Sonic the Hedgehog  | Miles « Miles » Prower | Knuckles the Echidna |
| Team Babylon | Jet the Hawk        | Wave the Swallow       | Storm the Albatross  |
| Team Rose    | Amy Rose            | Cream the Rabbit       | Vector the Crocodile |
| Team Dark    | Shadow the Hedgehog | Rouge the Bat          | E-10000G             |
| Autres       | Blaze the Cat       | Silver the Hedgehog    | Dr. Eggman           |
| Autres       | Metal Sonic         |                        |                      |

En mode Histoire, le robot E-10000B remplace E-10000G dans la « Team Dark ». De plus, le joueur peut également jouer avec son Avatar Xbox dont le type est personnalisable.

### Circuits
Huit circuits sont au total disponibles, chacun d'entre eux se déclinant en une version débutants et une version experts :
- Dolphin Resort : un grand complexe au bord de la mer.
- Metropolis Speedway : une ville futuriste.
- Rocky Ridge : un canyon aux airs de far-west.
- Frozen Forest : une forêt gelée.
- Forgotten Tomb : une pyramide aux nombreux pièges.
- Magma Rift : un volcan.
- Final Factory : l'usine du Dr. Eggman.
- Metal City (Sonic Riders)

Enfin, certains circuits ont été repris et revisités dans des épisodes postérieurs de la série :
- Sonic Racing: Crossworlds : Metropolis Speedway.

## Doublage
| Personnage                     | Voix japonaise    | Voix anglaise     |
| ------------------------------ | ----------------- | ----------------- |
| Sonic the Hedgehog Super Sonic | Jun'ichi Kanemaru | Roger Craig Smith |
| Miles "Tails" Prower           | Ryo Hirohashi     | Kate Higgins      |
| Knuckles the Echidna           | Nobutoshi Canna   | Travis Willingham |
| Jet the Hawk                   | Daisuke Kishio    | Michael Yurchak   |
| Wave the Swallow               | Chie Nakamura     | Kate Higgins      |
| Storm the Albatross            | Kenji Nomura      | Travis Willingham |
| Amy Rose                       | Taeko Kawata      | Cindy Robinson    |
| Cream the Rabbit               | Sayaka Aoki       | Michelle Ruff     |
| Vector the Crocodile           | Kenta Miyake      | Keith Silverstein |
| Shadow the Hedgehog            | Koji Yusa         | Kirk Thorntorn    |
| Rouge the Bat                  | Rumi Ochiai       | Karen Strassman   |
| Dr. Eggman                     | Chikao Otsuka     | Mike Pollock      |
| Blaze the Cat                  | Nao Takamori      | Laura Bailey      |
| Silver the Hedgehog            | Daisuke Ono       | Quinton Flynn     |
| Omochao                        | Etsuko Kozakura   | Laura Bailey      |
| E10000G E10000B                | NC                | Wally Wingert     |

## Accueil

### Critiques
Le site de compilations de critiques Metacritic décerne une moyenne de 47/100 calculée sur cinquante-deux critiques.